# Kate Mulgrew
Katherine Kiernan Maria Mulgrew (nascuda el 29 d'abril de 1955) és una actriu i autora estatunidenca. És coneguda pels seus papers com a Capitana Kathryn Janeway a Star Trek: Voyager i Red a Orange Is the New Black. Va cridar l'atenció per primera vegada amb el paper de Mary Ryan a la telenovel·la diürna Ryan's Hope.
Mulgrew ha rebut un Premis de la Crítica Televisiva, un Premi Saturn i un Premi Obie, i també ha rebut nominacions al Globus d'Or i al Premi Primetime Emmy. És membre del Consell Assessor Nacional de l'Alzheimer's Association i la veu del Sistema MetroHealth de Cleveland. A partir del 2021, Mulgrew va repetir el seu paper de Janeway a la sèrie animada Star Trek: Prodigy.

## Primers anys
Mulgrew va néixer el 1955 a Dubuque, Iowa, filla de Thomas James "T.J." Mulgrew Jr., un contractista, i Joan Virginia Mulgrew (de soltera Kiernan), artista i pintora. Va ser la segona de vuit fills. Va assistir a la Wahlert High School de Dubuque.
Als 17 anys, Mulgrew va ser acceptada al Conservatori d'Actuació Stella Adler de Nova York, juntament amb la Universitat de Nova York de la ciutat de Nova York. Es mantenia treballant de cambrera. Va deixar la NYU després d'un any.

### Primers anys (1975–1994)
La carrera inicial de Mulgrew va incloure la interpretació de Mary Ryan durant dos anys a la telenovel·la d'ABC Ryan's Hope (1975). Es va convertir en una de les favorites dels fans i va romandre associada a la sèrie molt després de la seva cancel·lació. Va seguir sent amiga de l'excoprotagonista Ilene Kristen i va lliurar un Premi Soap Opera Digest especial a la creadora de Ryan's Hope Claire Labine el 1995. Mentre era a Ryan's Hope, també va interpretar Emily Webb a la producció de l'American Shakespeare Theatre d’ Our Town a Stratford (Connecticut). Va interpretar l'ambiciosa cantant country Garnet McGee en un episodi de Dallas el novembre de 1978. Entre 1979 i 1980, va interpretar Kate Columbo a Mrs. Columbo, una sèrie derivada de la sèrie detectivesca Columbo creada específicament per a ella, que va durar 13 episodis.
El 1981, Mulgrew va coprotagonitzar amb Richard Burton i Nicholas Clay el triangle amorós artúric Lovespell com a princesa irlandesa Isolt, que llança un encanteri a Mark, rei de Cornualla, i al seu fill de adoptat, Tristan. El mateix any també va coprotagonitzar amb Pierce Brosnan la minisèrie de sis hores Manions of America, sobre immigrants irlandesos a l'Amèrica del segle XIX. El 1985, va aparèixer a Remo Williams: The Adventure Begins com a Major Fleming. El 1986, va aparèixer en un grapat d'episodis de Cheers com a Janet Eldridge. El 1987, va aparèixer a Tira la mama daltabaix del tren com a Margaret, l'exdona del personatge de Billy Crystal.
El 1992, Mulgrew va aparèixer a Murphy Brown com a Hillary Wheaton, una presentadora de Toronto contractada per substituir Murphy durant la seva baixa per maternitat, però que va resultar tenir el mateix problema amb l'alcoholisme que Brown al principi de la sèrie. També el 1992, Mulgrew va tenir un paper convidat com a estrella de telenovel·la a S'ha escrit un crim, episodi número 170, "Ever After". Més o menys al mateix temps, va ser estrella convidada en tres episodis de Batman: The Animated Series com la terrorista Red Claw.

### Star Trek: Voyager(1994–2001)

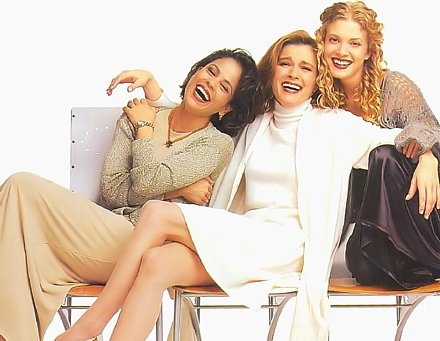
Kate Mulgrew amb les actrius de Voyager Roxann Dawson i Jennifer Lien (1995)

El 1994, Mulgrew va rebre una trucada per fer el paper de la capitana Kathryn Janeway a Star Trek: Voyager. Havia fet una audició per al paper (originalment anomenada Elizabeth Janeway) quan els productors van anunciar el càsting. Va presentar una audició gravada en vídeo que va fer a la ciutat de Nova York a l'agost de 1994. Descontenta amb la cinta, va fer una audició en persona unes setmanes més tard. Aquell dia, l'actriu de cinema Geneviève Bujold va ser seleccionada per interpretar Janeway (suggerint Nicole com el nou nom del personatge), però va deixar el paper després de dos dies de rodatge, adonant-se que la quantitat de treball necessària per a un programa de televisió episòdic era massa exigent. A Mulgrew li van oferir el paper, que va acceptar, i més tard va suggerir Kathryn com el nom final del personatge.
Mulgrew va fer història a la franquícia Star Trek quan es va convertir en la primera dona capitana com a protagonista habitual de la sèrie. Voyager va ser el primer programa emès al nou canal UPN, l'única sèrie renovada després de la primera temporada de programació del canal, i el seu únic programa que va durar set temporades. Mulgrew va guanyar el Premi Saturn a la "Millor Actriu de Televisió" el 1998 per les seves actuacions com a Janeway.
Mulgrew va posar la veu al personatge de Janeway per a diversos videojocs de Star Trek: Star Trek: Captain's Chair, n recorregut de realitat virtual per diverses naus de la Flota Estel·lar per a ordinadors domèstics; la sèrie Star Trek: Voyager – Elite Force; Star Trek: Legacy, que va presentar tots els capitans fins a aquell moment (2006); i Star Trek Online.
Sobre els seus anys a «Voyager», Mulgrew va dir:
| « | N'estic orgullosa. Va ser difícil; va ser una feina dura. Estic orgullosa de la feina perquè crec que vaig marcar una petita diferència en dones en la ciència. Vaig arribar a estimar molt «Star Trek: Voyager», i d'un repartiment de nou persones, he fet tres grans amigues, he aconseguit criar dos fills. Crec: «És bo. M'he fet un bon ús de mi mateixa». | » |

Parlant de la millor i la pitjor part d'interpretar una capitana de Star Trek, va dir:
| « | El millor va ser simplement el privilegi i el repte de poder intentar enfrontar-me a la primera dona capitana, transcendint estereotips amb els quals estava molt familiaritzada. Vaig poder fer-ho davant de milions d'espectadors. Va ser una experiència extraordinària, i continua ressonant. L'inconvenient d'això també és que continua ressonant i amenaça d'eclipsar tot l’altre en la llarga carrera d'un mateix si no s'hi posa més a prova i es manté, d'una manera que normalment no seria necessària. He de treballar per canviar i reinventar-me constantment d'una manera que probablement no hauria passat si no hagués aparegut a "Star Trek". Ho sabia abans d'entrar-hi, i crec que tots els avantatges associats a aquest viatge han estat realment inexpressivament grans. Així que els aspectes negatius són petits. | » |

Durant Voyager, Mulgrew també va interpretar Titania a la sèrie animada Gargoyles (amb els seus companys actors de Star Trek Marina Sirtis i Jonathan Frakes) i Victoria Riddler a la pel·lícula per a televisió Riddler's Moon.
Des de Voyager i les seves posteriors aparicions a Star Trek, Mulgrew ha aparegut a convencions i esdeveniments de Star Trek arreu del món.
Va tornar per posar la veu a Janeway com a holograma d'entrenament i la veritable vicealmirall Janeway (al comandament de l'USS Dauntless i l'USS Voyager-A) a la sèrie animada Star Trek: Prodigy.

### Després deVoyager(2001–2012)

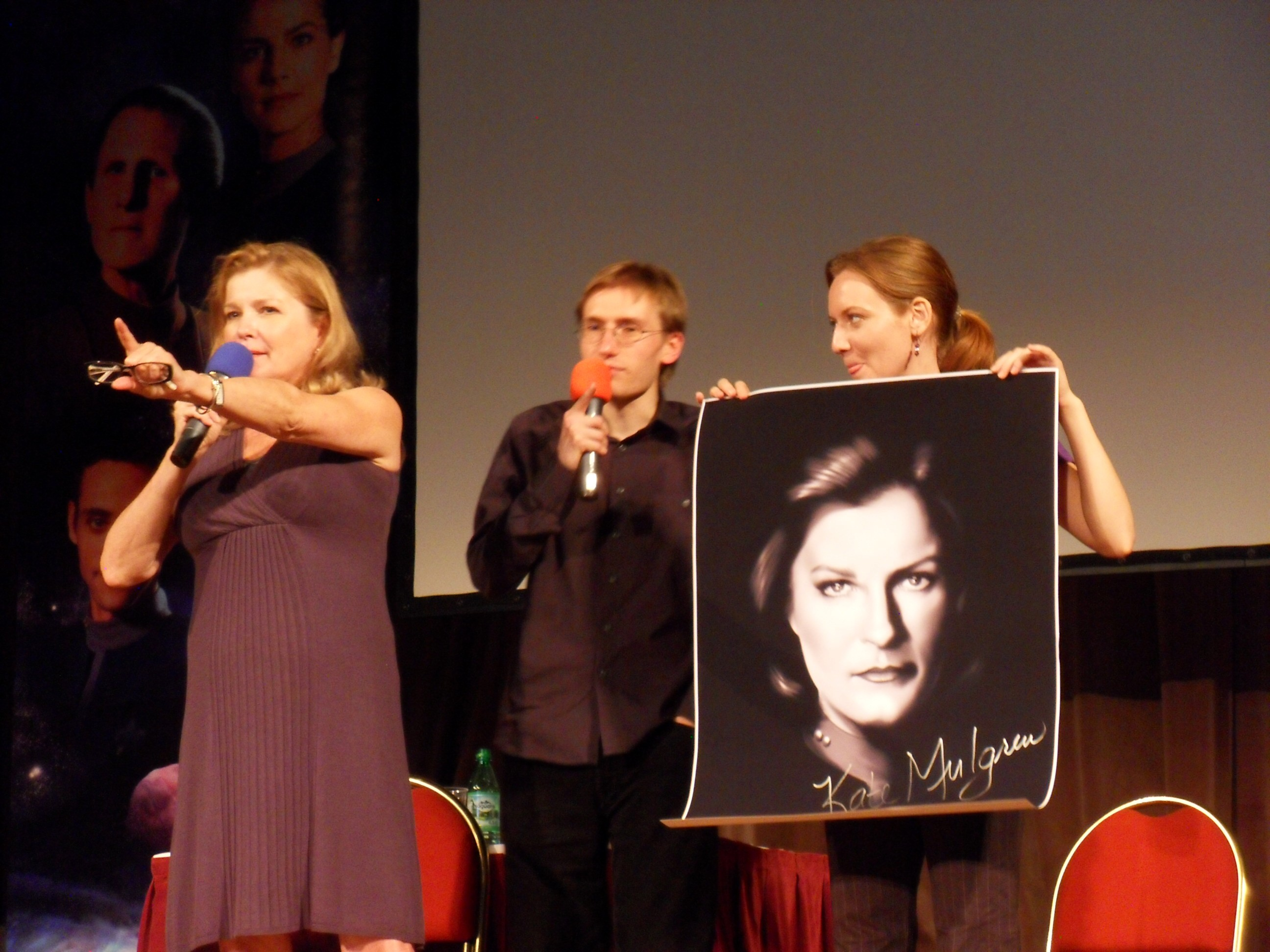
(esq.) amb una fotografia antiga a Praga, 2011

Quan Voyager va arribar a la seva fi després de set temporades completes, Mulgrew va tornar al teatre i, el 2003, va protagonitzar una obra unipersonal anomenada Tea at Five, un monòleg de reminiscència basat en les memòries de Katharine Hepburn Me: Stories of My Life. Tea at Five va ser un èxit de crítica i Mulgrew va rebre dos premis, un de Carbonell (Millor actriu) i l'altre de Broadway.com (Premi del públic a la millor actuació en solitari). Mulgrew va mantenir-se activa fent treballs de doblatge per a videojocs, sobretot posant veu al misteriós Flemeth a la sèrie de videojocs Dragon Age, un paper que va descriure com a "deliciós".
Mulgrew va tornar a la televisió el 2006, com a estrella convidada en un episodi de Law & Order: Special Victims Unit. Mulgrew va actuar a The Exonerated als Riverside Studios de Londres, Anglaterra.
A principis del 2007, va aparèixer a la sèrie de televisió de la NBC The Black Donnellys com a Helen Donnelly, que va durar una temporada. També va interpretar el paper principal en una producció off-Broadway anomenada Our Leading Lady escrita per Charles Busch en la qual va obtenir una nominació de la Drama League per la seva actuació. També aquell any, Mulgrew va interpretar Clitemnestra a Nova York per a l'obra Iphigenia 2.0 de Charles L. Mee. Va guanyar el Premi Obie per la seva destacada actuació.
El juny de 2008, Mulgrew va aparèixer a Equus a Broadway, interpretant Hesther Saloman, una funcionària pública que sent empatia pel personatge central de l'obra. L'obra es va estrenar el 5 de setembre de 2008, amb una durada limitada de 22 setmanes fins al 8 de febrer de 2009. També el 2008, Mulgrew va filmar el drama judicial de 30 minuts The Response, que es basa en transcripcions reals dels tribunals de la badia de Guantánamo. Va ser investigat i completament verificat conjuntament amb la Facultat de Dret de la Universitat de Maryland i es va rodar en tres dies. Mulgrew interpreta el coronel Sims i els altres membres del repartiment, l'equip, i va acceptar ajornar els seus salaris per cobrir els costos de producció. La pel·lícula s'ha projectat en diversos llocs i està disponible en DVD.
El 2009, Mulgrew va aparèixer a la sèrie mèdica de la NBC Mercy, interpretant el paper recurrent de Jeannie Flanagan (la mare de la protagonista de la sèrie, Veronica). Estrenada el 2010, la pel·lícula The Best and Brightest, una comèdia basada en el món de les escoles bressol privades d'elit de la ciutat de Nova York, amb Mulgrew com a dona del Jugador.

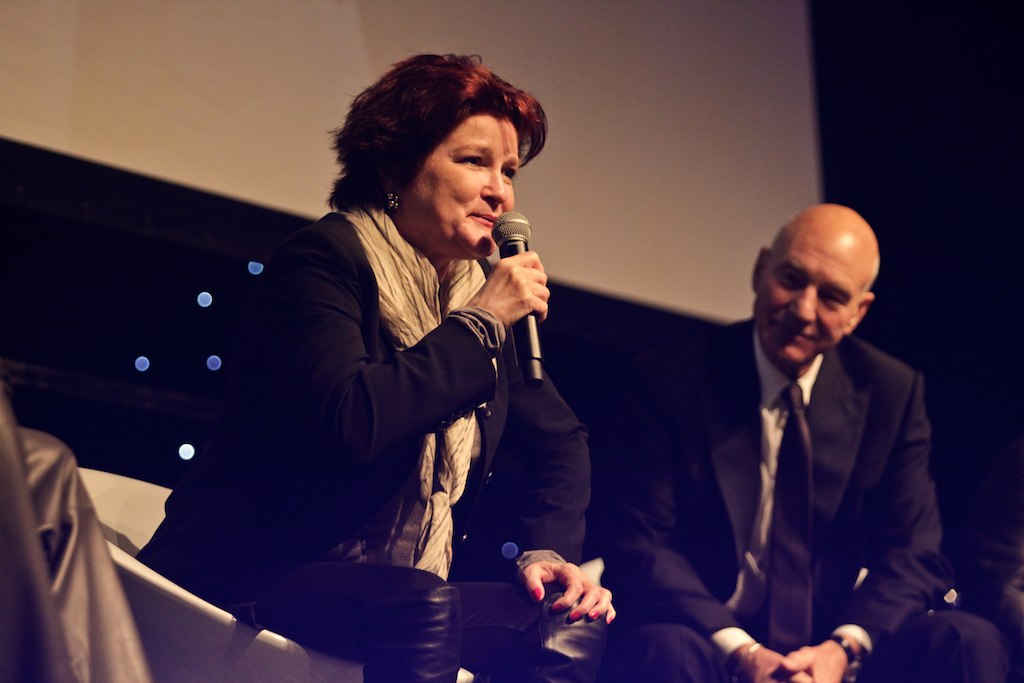
Mulgrew amb Patrick Stewart actuant a Destination Star Trek London el 2012.

També el 2010, va interpretar Cleopatra a Antoni i Cleopatra de William Shakespeare al Hartford Stage.
El 2011, Mulgrew va aparèixer al documental de llargmetratge The Captains. La pel·lícula, escrita i dirigida per William Shatner, segueix Shatner mentre entrevista cadascun dels actors que el van succeir interpretant un paper principal de capità de la Flota Estel·lar dins de la franquícia Star Trek. Durant aquell mateix any, en una altra sèrie de ciència-ficció, va començar un paper recurrent com a estrella convidada a la tercera temporada de la sèrie Warehouse 13, com a mare d'un dels personatges principals.
De juliol de 2011 a desembre de 2013, Mulgrew va aparèixer com a membre principal del repartiment a NTSF:SD:SUV:: d'Adult Swim com a Kove, la líder de la unitat de lluita contra el terrorisme titular i exdona del líder de la sèrie Paul Scheer personatge.

### Orange Is the New Blacki altres treballs (2013–present)
Mulgrew va interpretar la reclusa Galina "Red" Reznikov a la sèrie original de Netflix Orange Is the New Black, paper pel qual va ser nominada al seu primer Premi Primetime Emmy el 2014. El popular personatge va ser renovat per a les temporades dos a set. En treballar a la sèrie, es va retrobar amb la seva coprotagonista de Mercy Taylor Schilling.
El 2014, Mulgrew va narrar un documental, The Principle, que pretén promoure la idea desacreditada del model geocèntric. Mulgrew va dir que estava mal informada sobre l'objectiu del documental, i va afegir: "No sóc geocentrista, ni sóc de cap manera defensora del geocentrisme... No subscric res que Robert Sungenis hagi escrit sobre ciència i història, i si hagués sabut de la seva participació, sens dubte hauria evitat aquest documental".
Mulgrew va protagonitzar la producció Off-Broadway de la tardor de 2024 de l'Irish Repertory Theatre de The Beacon de la dramaturga Nancy Harris.

## Vida personal
Mulgrew es va quedar embarassada mentre actuava en el paper principal de Mary Ryan a Ryan's Hope. "Estava soltera, sola i inundada de terror. Però sabia que tindria aquest nadó", va dir Mulgrew. Va donar la seva filla en adopció tres dies després de donar a llum el 1977, després, anys més tard, la va buscar. "El primer home que va voler explorar això amb mi", va dir Mulgrew, "va ser Tim Hagan, que més tard es va convertir en el meu marit".
El 1998, Mulgrew va rebre una trucada de la filla que havia posat en adopció. Es diu Danielle i havia començat a buscar Mulgrew un any abans. A les seves memòries del 2015, "Born with Teeth" (que es refereix al fet que Mulgrew va néixer amb un joc complet de dents neonatals), Mulgrew explica la seva reunió amb la seva filla el 2001. El 2019, Mulgrew va publicar unes segones memòries titulades "How to Forget".
Mulgrew es va casar amb Robert Egan el 1982. Tenen dos fills. La parella es va separar el 1993. El seu divorci es va fer definitiu el 1995.
Mulgrew es va casar amb Tim Hagan, un antic candidat a governador d'Ohio i antic comissionat del Comtat de Cuyahoga, Ohio, l'abril de 1999. En una entrevista el 15 d'abril de 2015, Mulgrew va declarar que ella i Hagan es van divorciar el 2014.
Mulgrew és catòlica i oposada a la pena capital. Anteriorment ha declarat que s'oposa a l'avortament i ha rebut un premi de Feminists for Life, un grup feminista antiavortista, i se la cita dient: "L'execució com a càstig és bàrbara i innecessària", "La vida és sagrada per a mi a tots els nivells" i "L'avortament no s'ajusta a la meva filosofia". Tanmateix, després de la decisió del Tribunal Suprem dels Estats Units sobre Dobbs contra Jackson Women's Health Organization, Mulgrew va fer la següent declaració sobre l'elecció de les dones:
| « | "L'elecció és el que ens eleva per sobre d'altres animals. Si aquest dret fonamental es restringeix o s'elimina, aleshores som reduïdes com a espècie. Per a mi, l'avortament no era una alternativa, però tampoc ho era la possibilitat de viure en una societat i sota la jurisdicció d'un grup d'homes republicans envellits que d'alguna manera pensen que poden entendre què és tenir un úter. No poden. Hem de lluitar per l'accés nacional a la contracepció, especialment en comunitats on la pobresa i la raça dicten privacions. L'elecció és el dret fonamental de tot ésser humà, especialment de les dones i de les persones que poden donar a llum. També necessitem més dones al Tribunal Suprem, i necessitem conversa entre homes i dones per ser millor comissariada que mai abans." | » |

Mulgrew és una supervivent de violació.
Mulgrew és membre de la National Comitè Assessor de l'Associació d'Alzheimer. La seva mare, Joan Mulgrew, va morir el 27 de juliol de 2006, després d'una llarga batalla contra la malaltia.

## Filmografia

### Cinema
| Any  | Títol                                        | Paper                    | Notes        |
| ---- | -------------------------------------------- | ------------------------ | ------------ |
| 1981 | Lovespell                                    | Isolt                    |              |
| 1982 | A Stranger Is Watching                       | Sharon Martin            |              |
| 1985 | Remo Williams: The Adventure Begins          | Major Rayner Fleming     |              |
| 1987 | Tira la mama daltabaix del tren              | Margaret Donner          |              |
| 1992 | Round Numbers                                | Judith Schweitzer        |              |
| 1994 | Camp Nowhere                                 | Rachel Prescott          |              |
| 1995 | Captain Nuke and the Bomber Boys             | Mrs. Pescoe              |              |
| 2002 | Star Trek: Nemesis                           | Almirall Kathryn Janeway | Cameo        |
| 2004 | Star Trek: The Experience – Borg Invasion 4D | Almirall Kathryn Janeway |              |
| 2005 | Perception                                   | Mary                     |              |
| 2008 | The Response                                 | Coronel Simms            | Curtmetratge |
| 2010 | The Best and the Brightest                   | La dona del Jugador      |              |
| 2012 | Flatland 2: Sphereland                       | Over-Sphere              |              |
| 2014 | The Principle                                | Narrador                 | Documental   |
| 2014 | Divine Discontent: Charles Proteus Steinmetz | Narrador                 | Documental   |
| 2016 | Drawing Home                                 | Edith Morse Robb         |              |
| 2025 | Elio                                         | Narrador del Voyager 1   | Cameo        |

### Programes de televisió
| Any       | Títol                                    | Paper                                   | Notes                                                |
| --------- | ---------------------------------------- | --------------------------------------- | ---------------------------------------------------- |
| 1975      | The Wide World of Mystery                | Susan                                   | Episodi: "Alien Lover"                               |
| 1975–1978 | Ryan's Hope                              | Mary Ryan Fenelli                       | Paper principal                                      |
| 1976      | The American Woman: Portraits of Courage | Deborah Sampson                         | Telefilm                                             |
| 1978      | The Word                                 | Tony Nicholson                          | Telefilm                                             |
| 1978      | Dallas                                   | Garnet McGee                            | Episodi: "Triangle"                                  |
| 1979      | Jennifer: A Woman's Story                | Joan Russell                            | Telefilm                                             |
| 1979–1980 | Mrs. Columbo                             | Kate Callahan Columbo                   | 13 episodis                                          |
| 1980      | A Time for Miracles                      | Mare Elizabeth Bayley Seton             | Telefilm                                             |
| 1981      | The Manions of America                   | Rachel Clement                          | 3 episodis                                           |
| 1984      | Jessie                                   | Maureen McLaughlin                      | Episodi: "McLaughlin's Flame"                        |
| 1986      | St. Elsewhere                            | Helen O'Casey                           | 2 episodis                                           |
| 1986      | Cheers                                   | Janet Eldridge                          | 3 episodis                                           |
| 1986      | Carly Mills                              | Carly Mills                             | Telefilm                                             |
| 1986      | My Town                                  | Laura Adams                             | Telefilm                                             |
| 1987      | Roses Are for the Rich                   | Kendall Murphy                          | Telefilm                                             |
| 1987      | Hotel                                    | Leslie Chase                            | Episodi: "Reservations"                              |
| 1987–1994 | S'ha escrit un crim                      | Sonny Grier/Joanna Rollins/Maude Gillis | 3 episodis                                           |
| 1988      | Roots: The Gift                          | Hattie Carraway                         | Telefilm                                             |
| 1988–1989 | HeartBeat                                | Joanne Halloran                         | 18 episodis                                          |
| 1991      | Daddy                                    | Sarah Watson                            | Telefilm                                             |
| 1991      | Fatal Friendship                         | Sue Bradley                             | Telefilm                                             |
| 1991–1992 | Man of the People                        | Mayor Lisbeth Chardin                   | 10 episodis                                          |
| 1992      | Murphy Brown                             | Hillary Wheaton                         | Episodi: "On the Rocks"                              |
| 1992      | The Pirates of Dark Water                | Cressa                                  | Veu, 4 episodis                                      |
| 1992–1995 | Batman: The Animated Series              | Red Claw                                | Veu, 3 episodis                                      |
| 1993      | For Love and Glory                       | Antonia Doyle                           | Telefilm                                             |
| 1994      | Mighty Max                               | Isis                                    | Veu, episodi: "The Mommy's Hand"                     |
| 1994–1995 | Aladdin                                  | Reina Hippsodeth                        | Veu, 2 episodis                                      |
| 1995–2001 | Star Trek: Voyager                       | Kathryn Janeway                         | 172 episodis                                         |
| 1996      | Gargoyles                                | Titania / Anastasia Renard              | Veu, 4 episodis                                      |
| 1998      | Riddler's Moon                           | Victoria Riddler                        | Telefilm                                             |
| 2006      | Law & Order: Special Victims Unit        | Donna Geysen                            | Episodi: "Web"                                       |
| 2007      | The Black Donnellys                      | Helen Donnelly                          | 9 episodis                                           |
| 2009–2010 | Mercy                                    | Mrs. Jeannie Flanagan                   | 10 episodis                                          |
| 2011–2013 | Warehouse 13                             | Jane Lattimer                           | 6 episodis                                           |
| 2011–2013 | NTSF:SD:SUV::                            | Kove                                    | 34 episodis                                          |
| 2013–2019 | Orange Is the New Black                  | Galina "Red" Reznikov                   | 85 episodis                                          |
| 2015      | American Dad!                            | June Rosewood                           | Veu, episodi: "A Star Is Reborn"                     |
| 2015      | I Live with Models                       | Joanna Vermouth                         | Episodi: "Editor"                                    |
| 2015      | Les tortugues ninja                      | General Zera                            | Veu, episodi: "Half Shell Heroes: Blast to the Past" |
| 2017–2018 | Stretch Armstrong and the Flex Fighters  | Dr. C.                                  | Veu, 5 episodis                                      |
| 2019      | Mr. Mercedes                             | Alma Lane                               | 9 episodis                                           |
| 2019–2021 | Infinity Train                           | The Cat / Samantha                      | Veu, 9 episodis                                      |
| 2021–2024 | Star Trek: Prodigy                       | Kathryn Janeway                         | Veu, 40 episodis                                     |
| 2022      | The First Lady                           | Susan Sher                              | 4 episodis                                           |
| 2022      | The Man Who Fell to Earth                | Drew Finch                              | 7 episodis                                           |
| 2022      | Dogs in Space                            | Mavis                                   | Veu, episodi: "Mistaken Id-ED-ity"                   |
| 2022      | Bubble Guppies                           | Felina Meow                             | Veu, episodi: "Puppy Girl and Super Pup!"            |
| 2022      | Flowers in the Attic: The Origin         | Mrs. Steiner                            | 3 episodis                                           |
| 2023      | The Magnificent Meyersons                | Dr Terri Meyerson                       | Telefilm                                             |
| 2025      | Dope Thief                               | Theresa Bowers                          | 8 episodis                                           |

### Teatre
| Any       | Títol                                         | Paper                    | Notes                                                |
| --------- | --------------------------------------------- | ------------------------ | ---------------------------------------------------- |
| 1975      | Our Town                                      | Emily Webb               | American Shakespeare Theater, Stratford, Connecticut |
| 1976      | Absurd Person Singular                        | Eva Jackson              |                                                      |
| 1977      | Uncommon Women and Others                     | Kate Quin                | Eugene O'Neill Theater Center                        |
| 1978      | Otel·lo                                       | Desdemona                | Hartman Theater Company                              |
| 1980      | Chapter Two                                   | Jennie Malone            | Coachlight Dinner Theater                            |
| 1981–1982 | Another Part of the Forest                    | Regina Hubbard           | Seattle Repertory Theater                            |
| 1982      | Major Barbara                                 | Major Barbara Undershaft | Seattle Repertory Theater                            |
| 1982      | La gata sobre la teulada de zinc calenta      | Margaret                 | Syracuse Stage, New York                             |
| 1983      | The Ballad of Soapy Smith                     | Kitty Strong             | Seattle Repertory Theater                            |
| 1984      | The Philadelphia Story                        | Tracy Lord               | Alaska Repertory Theater                             |
| 1984      | El misantrop                                  | Celimene                 | Seattle Repertory Theater                            |
| 1985      | Measure for Measure                           | Isabella                 | Center Theater Group, Los Angeles                    |
| 1986      | Hedda Gabler                                  | Hedda Gabler             | Center Theater Group, Los Angeles                    |
| 1986      | The Real Thing                                | Charlotte                | Center Theater Group, Los Angeles                    |
| 1987      | The Film Society                              | Nan Sinclair             | The Los Angeles Theater Center                       |
| 1989      | Titus Andrònic                                | Tamora                   | New York Shakespeare Festival                        |
| 1990      | Aristocrats                                   | Alice                    | Center Theater Group, Los Angeles                    |
| 1992      | What the Butler Saw                           | Mrs. Prentice            | La Jolla Playhouse                                   |
| 1993      | Black Comedy                                  | Clea                     | Roundabout Theater Company, New York                 |
| 2002      | Dear Liar                                     | Mrs Patrick Campbell     | Youngstown State University                          |
| 2003      | Tea at Five                                   | Katharine Hepburn        |                                                      |
| 2004      | The Royal Family                              | Julie Cavendish          | Ahmanson Theatre, Los Angeles                        |
| 2004      | Tea at Five                                   | Katharine Hepburn        |                                                      |
| 2004      | Mary Stuart                                   | Mary Stuart              | Classic Stage Company, New York                      |
| 2005      | Tea at Five                                   | Katharine Hepburn        |                                                      |
| 2006      | The Exonerated                                | Sunny Jacobs             | Riverside Studios, London, England                   |
| 2007      | Our Leading Lady                              | Laura Keene              | Manhattan Theater Club at New York City Center       |
| 2007      | Iphigenia                                     | Clitemnestra             | Signature Theater Company                            |
| 2008      | Farfetched Fables i The Fascinating Foundling | Anastasia                | Project Shaw Reading - The Players Club - New York   |
| 2008      | The American Dream and The Sandbox            | Mommy                    | Cherry Lane Theater, New York                        |
| 2008–2009 | Equus                                         | Hesther Saloman          | Broadhurst Theater, New York                         |
| 2010      | Antoni i Cleopatra                            | Cleòpatra                | Hartford Stage                                       |
| 2013      | Somewhere Fun                                 | Rosemary Rappaport       | Vineyard Theatre, New York                           |
| 2019      | The Half-Life of Marie Curie                  | Hertha Ayrton            | Minetta Lane Theater                                 |
| 2024      | The Beacon                                    | Beiv                     | Irish Repertory Theatre                              |

### Videojocs
| Any  | Títol                            | Paper                               |
| ---- | -------------------------------- | ----------------------------------- |
| 1997 | Star Trek: Captain's Chair       | Capità Kathryn Janeway              |
| 2000 | Star Trek: Voyager – Elite Force | Capità Kathryn Janeway              |
| 2002 | Run Like Hell                    | Dr. Mek                             |
| 2003 | Lords of EverQuest               | Lady Kreya                          |
| 2006 | Star Trek: Legacy                | Admiral Kathryn Janeway             |
| 2009 | Dragon Age: Origins              | Flemeth                             |
| 2011 | Dragon Age II                    | Flemeth                             |
| 2014 | Dragon Age: Inquisition          | Flemeth                             |
| 2017 | Augmented Empire                 | Jules Avalon                        |
| 2022 | Star Trek Online                 | Almirall Janeway / Mariscal Janeway |
| 2022 | Star Trek Prodigy: Supernova     | Holograma Janeway                   |

## Premis i nominacions
| Any  | Associació                      | Categoria                                            | Obra nominada                | Resultat  |
| ---- | ------------------------------- | ---------------------------------------------------- | ---------------------------- | --------- |
| 1980 | Globus d'Or                     | Millor actriu - Sèrie de televisió dramàtica         | Mrs. Columbo                 | Nominat   |
| 1992 | Tracey Humanitarian Award       | Ella mateixa                                         | Murphy Brown                 | Guanyador |
| 1998 | Premis Satellite                | Millor actriu - Sèrie de televisió dramàtica         | Star Trek: Voyager           | Guanyador |
| 1998 | Premis Saturn                   | Millor actriu de televisió                           | Star Trek: Voyager           | Guanyador |
| 1999 | Premis Saturn                   | Millor actriu de televisió                           | Star Trek: Voyager           | Nominat   |
| 2000 | Premis Saturn                   | Millor actriu de televisió                           | Star Trek: Voyager           | Nominat   |
| 2001 | Premis Saturn                   | Millor actriu de televisió                           | Star Trek: Voyager           | Nominat   |
| 2003 | Broadway.com                    | Premi del públic a la millor actuació en solitari    | Tea at Five                  | Nominat   |
| 2003 | Outer Critics Circle Awards     | Millor actuació en solitari                          | Tea at Five                  | Nominat   |
| 2003 | Premis Lucille Lortel           | Millor actriu principal                              | Tea at Five                  | Nominat   |
| 2004 | Premis Carbonell                | Millor actriu                                        | Tea at Five                  | Guanyador |
| 2007 | Premi Drama League              | Actuació Distingida                                  | Our Leading Lady             | Nominat   |
| 2008 | Premi Obie                      | Actuació Destacada                                   | Iphigenia 2.0                | Guanyador |
| 2014 | Premis de la Crítica Televisiva | Millor Actriu Secundària en una Sèrie de Comèdia     | Orange Is the New Black      | Guanyador |
| 2014 | Premis Satellite                | Millor Repartiment – Sèrie de Televisió              | Orange Is the New Black      | Guanyador |
| 2014 | Premis Primetime Emmy           | Millor actriu secundària en una sèrie de comèdia     | Orange Is the New Black      | Nominat   |
| 2015 | Premis del Sindicat d'Actors    | Millor actuació d'un conjunt en una sèrie de comèdia | Orange Is the New Black      | Guanyador |
| 2016 | Premis del Sindicat d'Actors    | Millor actuació d'un conjunt en una sèrie de comèdia | Orange Is the New Black      | Guanyador |
| 2017 | Premis del Sindicat d'Actors    | Millor actuació d'un conjunt en una sèrie de comèdia | Orange Is the New Black      | Guanyador |
| 2018 | Premis del Sindicat d'Actors    | Millor actuació d'un conjunt en una sèrie de comèdia | Orange Is the New Black      | Nominat   |
| 2020 | Premi Drama League              | Actuació distingida                                  | The Half-Life of Marie Curie | Nominat   |
| 2021 | Premis Saturn                   | Millor paper protagonista convidat a la televisió    | Mr. Mercedes                 | Nominat   |

## Publicacions
- Mulgrew, Kate. Born with Teeth: A Memoir.  New York: Little, Brown and Company, 2015. ISBN 978-0-316-33431-0.
- Mulgrew, Kate. How to Forget: A Daughter's Memoir.  New York: William Morrow and Company, 2019. ISBN 978-0-0628-4684-6.